# 古田史郎
古田 史郎（ふるた しろう、1988年1月29日 - ）は、日本の元男子インドアバレーボール選手、現ビーチバレーボール選手。

## 来歴
北海道函館市出身。函館大学付属有斗高校卒業後、法政大学在学中に全日本入りして2009年ワールドグランドチャンピオンズカップに出場するとリリーフサーバーとして登場して勝利に貢献して銅メダルを獲得した。
2010年、東レアローズに入団した。
2012年9月30日をもって東レアローズからの退団を発表した。
2013年、ジェイテクトSTINGSに入団することが発表された。
2017年5月31日をもってジェイテクトSTINGSからの退団を発表した。
同年、ヴォレアス北海道に入団することが発表された。2021年には主将を務めている。2021年5月31日をもってヴォレアス北海道からの退団を発表した。
同年、ビーチバレー選手に転向。辰巳遼、白石啓丈とともにビーチバレーチームDOTsを立ち上げ、社長に就任。

## 球歴
- 全日本代表 - 2009年
  - ワールドリーグ - 2009年
  - ワールドグランドチャンピオンズカップ - 2009年

## 所属チーム
- 函館大学付属有斗高校（2004年-2006年）
- 法政大学（2007年-2010年）
- 東レアローズ（2010年-2012年）
- ジェイテクトSTINGS（2013年-2017年）
- ヴォレアス北海道（2017年-2021年）

- DOTs（ビーチバレー）（2021年-）